# Physalis
- Commons
- Wikispecies

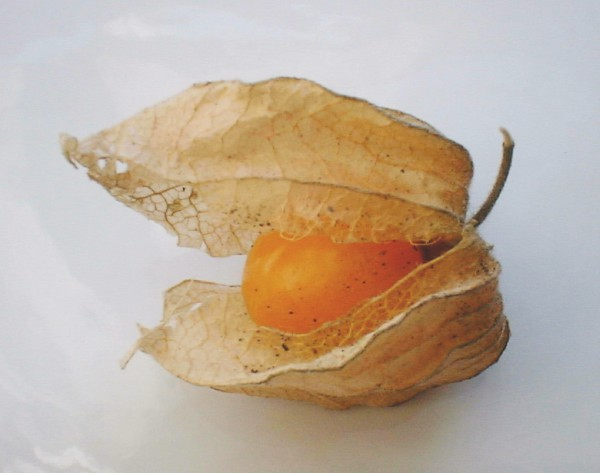
A fisális é uma pequena fruta de cor amarela.

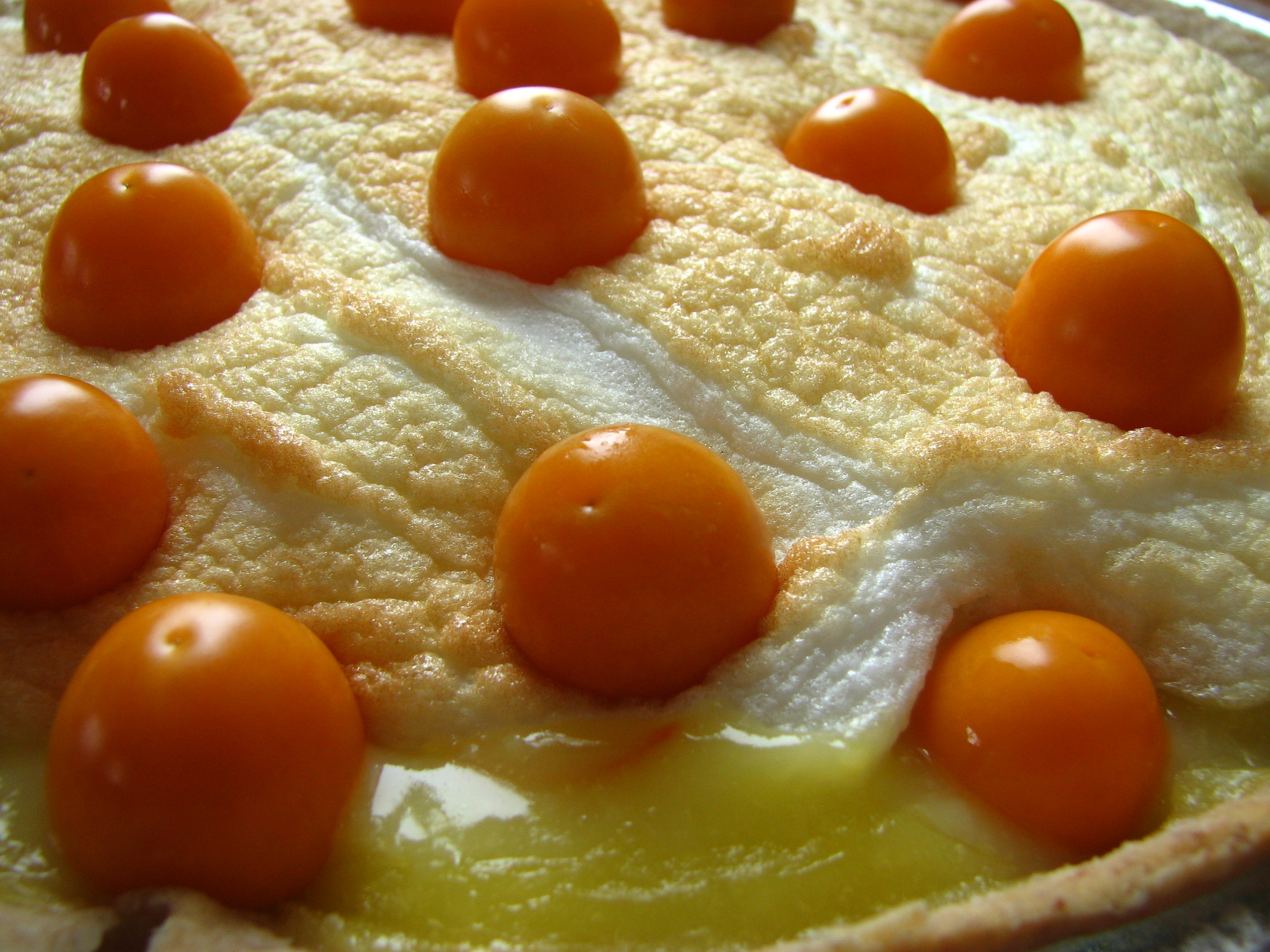
Torta decorada com Physalis heterophylla.

Physalis L. (em português, fisális, no Brasil também designada camapu) é um género botânico pertencente à família Solanaceae. A Physalis angulata é uma planta herbácea de hábitos perenes e reproduzida por sementes. O género Physalis destaca-se, na família Solanaceae, por apresentar cálice frutífero acrescente, vesiculoso e intumescido, envolvendo completamente o fruto. Pode chegar aos dois metros de altura.
A Colômbia é o principal produtor mundial e abastece todo o mercado europeu, principalmente a Alemanha e Países Baixos.
A fisális é nativa das regiões temperadas, quentes e subtropicais de todo o mundo. O género é caracterizado por um fruto alaranjado e pequeno, semelhante em tamanho, forma e estrutura a um tomate, mas envolto parcial ou completamente por uma casca grande que deriva do verticilo.

## Nomes comuns
A Physalis tem muitos nomes comuns por toda a lusofoniaː fisális, camapu, tomate-capucho, camaru, capota, bucho-de-rã, 'peido-de-velha' , joá-de-capote, juá-de-capote, juá-roca, juá-poca, juapoca, mata-fome, camapum, bate-testa, saco-de-bode, erva-noiva, cerejas-de-judeu, balão, tomate-lagartixa, tomate-barrela e capucho.
Nos Açores e em Cabo Verde, também é conhecido por capucha. No sul de Angola, é chamado de matipatipa. 

## Produção
Cada planta produz entre 2 a 4 quilogramas de frutos. Por cada hectare, pode-se plantar cerca de 6 000 plantas. As plantas crescem bem na maior parte dos solos e também em vaso. Produz frutos após 3 ou 4 meses do plantio, sendo considerada planta medicinal valiosa. Uma muda cultivada no jardim pode produzir 2 quilogramas durante o ciclo de 6 meses. A muda é de rápida produção.
A Colômbia é o maior produtor mundial de fisális.

## Atividades medicinais dePhysalis angulata
A Physalis é uma fruta conhecida por purificar o sangue, fortalecer o sistema imunológico, aliviar dores de garganta e ajudar a diminuir as taxas de colesterol.
| Utilização                                        | Parte da planta e/ou constituinte ativo    | Referência                    |
| ------------------------------------------------- | ------------------------------------------ | ----------------------------- |
| Calmante e depurativo                             | Seiva                                      | Pio Corrêa, 1962              |
| Comestível, desobstruente, resolvente e diurético | Fruto/Cozimento e infusão de toda a planta | Pio Corrêa, 1962              |
| Antioxidante                                      | Fruto/Carotenoide                          | Raghava e Nisha-Raghava, 1990 |
| Diminuição da pressão arterial                    | Fruto/Acetilcolina                         | Melo & Afiatpour, 1985        |
| Antibacteriana                                    | Extrato de raiz, caule e folha             | Sanchez et al, 1997           |
| Atividade imunossupressora                        | Vitaesteroides                             | Sakhibov e al, 1990           |
| Antitumoral                                       | Fisalina F                                 | Chiang et al, 1992            |
| Hemorroidas                                       | Fisalina F                                 | Chiang al et, 1987            |
| Neurogênese                                       | Talo                                       | Milton Nascimento dos Santos  |

## Sinonímia
| - Alkekengi Mill. - Herschelia T.E. Bowdich - Margaranthus Schltdl. | - Pentaphitrum Rchb. - Tzeltalia E. Estrada & M. Martínez |

## Espécies

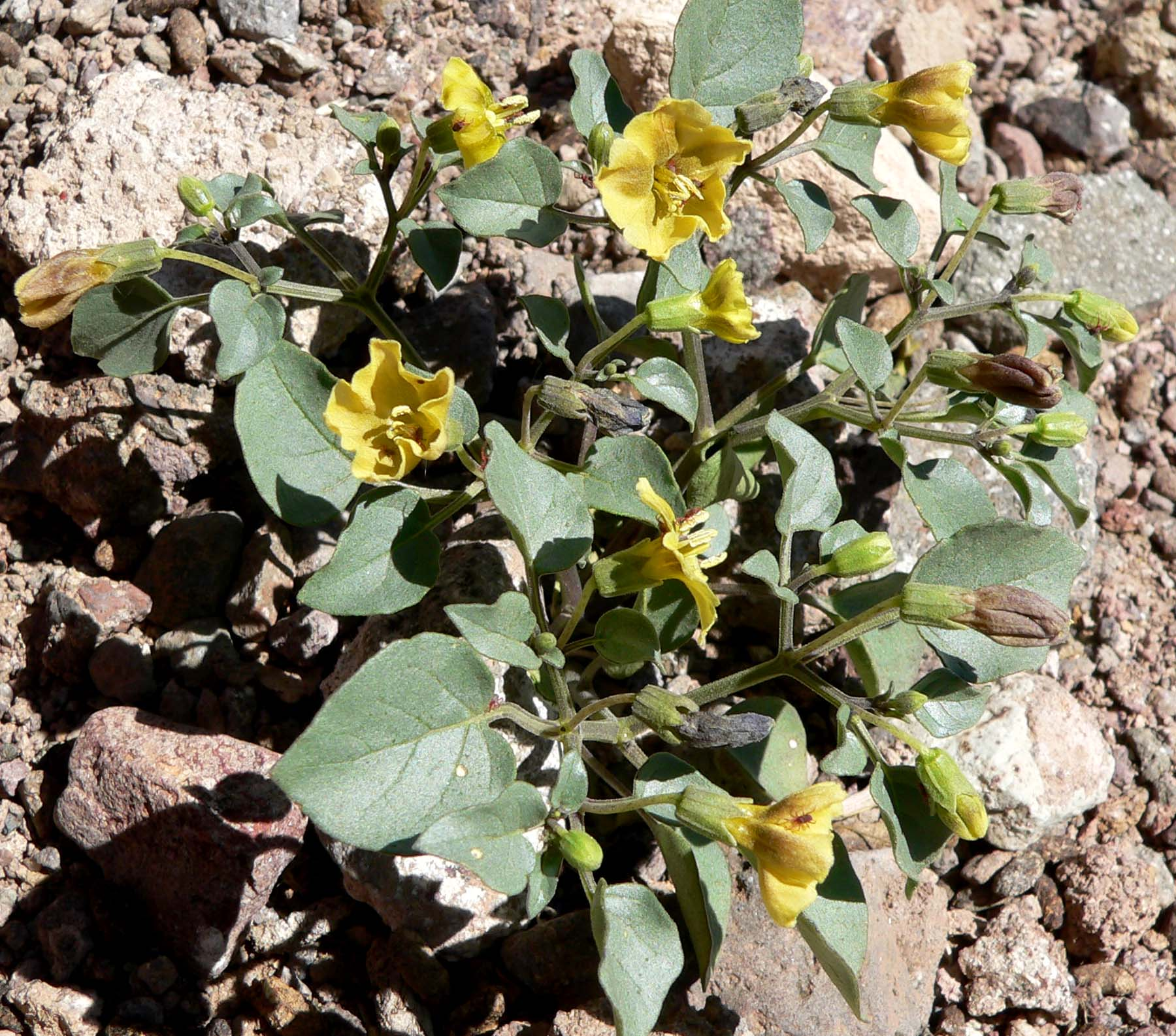
Physalis crassifolia.

O género Physalis inclui cerca de 90 espécies validamente descritas, entre as quais:
- Physalis acutifolia (Miers) Sandw.
- Physalis alkekengi L.
- Physalis angulata L.
- Physalis angustifolia Nutt.
- Physalis arenicola Kearney
- Physalis carpenteri Riddell ex Rydb.
- Physalis caudella Standl. –
- Physalis cinerascens (Dunal) A.S. Hitchc. –
- Physalis clarionensis
- Physalis cordata Mill. –
- Physalis coztomatl Moc. & Sessé ex Dunal
- Physalis crassifolia Benth. –
- Physalis foetens Poir. –
- Physalis grisea (Waterfall) Martínez –
- Physalis hederifolia A.Gray –
- Physalis heterophylla Nees –
- Physalis hispida (Waterfall) Cronq. –
- Physalis latiphysa Waterfall –
- Physalis longifolia Nutt. –
- Physalis longiloba
- Physalis mimulus
- Physalis minima L. –
- Physalis missouriensis Mackenzie & Bush –
- Physalis mollis Nutt. –
- Physalis noronhae
- Physalis peruviana L. –
- Physalis philadelphica Lam. (syn. P. ixocarpa) – tomatillo,

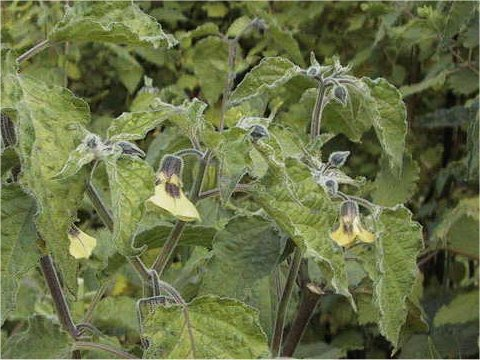
Physalis pruinosa.

- Physalis pruinosa L. –
- Physalis pubescens L. –
- Physalis pumila Nutt. –
- Physalis subulata Rydb. –
- Physalis tamayoi
- Physalis turbinata Medik. –
- Physalis virginiana Mill. –
- Physalis viscosa L. –
- Physalis walteri Nutt. –

### Espécies anteriormente incluídas no género
- Deprea orinocensis (Kunth) Raf. (as P. orinocensis Kunth)
- Leucophysalis grandiflora (Hook.) Rydb. (as P. grandiflora Hook.)
- Quincula lobata (Torr.) Raf. (as P. lobata Torr.)[10]
- Salpichroa origanifolia (Lam.) Baill. (as P. origanifolia Lam.)
- Withania somnifera (L.) Dunal (as P. somnifera L.)[10]
- Lista completa

## Classificação do gênero
| Sistema | Classificação                      | Referência               |
| ------- | ---------------------------------- | ------------------------ |
| Linné   | Classe Pentandria, ordem Monogynia | Species plantarum (1753) |